# Дельфины (гравюра Эшера)
«Дельфины» — ксилография нидерландского художника Эшера, также известная под названием «Дельфины в Фосфорецирующем Море» (англ. Dolphins in Phosphorescent Sea).
Впервые была напечатана в феврале 1923 года. Эшер был очарован бликами бьющихся в ночи волн и игрой света на поверхности океана. Ксилография изображает силуэты стайки дельфинов, плывущих наперегонки с лодкой, носом разбивающей гладь воды. Свечение было создано используя способность  растений группы Протисты испускать свет.